# فرمول ریدبرگ

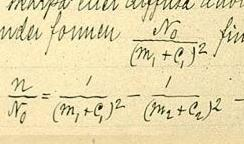
فرمول ریدبرگ در یک برگه در سال ۱۸۸۸

فرمول ریدبرگ (به انگلیسی: Rydberg formula) فرمولی است برای بیان طیف اتمی عناصر شیمیایی. اولین بار توسط فیزیک‌دان سوئدی یوهانس ریدبرگ بدست آمد و در ۵ نوامبر ۱۸۸۸ اعلام شد.

## فرمول ریدبرگ برای هیدروژن
فرمول ریدبرگ برای هیدروژن چنین است:
{\displaystyle {\frac {1}{\lambda _{vac}}}=R\left({\frac {1}{n_{1}^{2}}}-{\frac {1}{n_{2}^{2}}}\right)}
که در آن
{\displaystyle \lambda _{vac}\!} طول موج تابش در خلأ،
{\displaystyle R\!} ثابت ریدبرگ با مقدار تقریبی ۱٫۰۹۷‎×۱۰۷ m-1،
و {\displaystyle n_{1}\!} و {\displaystyle n_{2}\!} اعداد طبیعی هستند به طوری که {\displaystyle n_{1}<n_{2}\!}.
با جایگذاری ۱ به جای {\displaystyle n_{1}} و قرار دادن ۲ تا بی‌نهایت در {\displaystyle n_{2}} سری لیمان بدست می‌آید که شروع طول موج‌های آن از ۹۱ نانومتر است و به همان روش می‌توان اعمال نمود:
| n1 | تاریخ کشف | n2    | نام        | محدوده طول‌موج               |
| -- | --------- | ----- | ---------- | --------------------------- |
| ۱  | ۱۹۰۶-۱۹۱۴ | ∞ → ۲ | سری لیمان  | 91.13 nm (UV)               |
| ۲  | ۱۸۸۵      | ∞ → ۳ | سری بالمر  | 364.51 nm (مرئی و فرابنفش)  |
| ۳  | ۱۹۰۸      | ∞ → ۴ | سری پاشن   | 820.14 nm (IR)              |
| ۴  | ۱۹۲۲      | ∞ → ۵ | سری براکت  | 1458.03 nm (مادون قرمز دور) |
| ۵  | ۱۹۲۴      | ∞ → ۶ | سری پفوند  | 2278.17 nm (مادون قرمز دور) |
| ۶  |           | ∞ → ۷ | سری همفریس | 3280.56 nm (مادون قرمز دور) |

زمانی که مدل اتمی بور در سال ۱۹۱۳ میلادی مطرح شد، خط های گسیلی برای گاز هیدروژن اتمی فقط در رشته بالمر، رشته پاشن و تعدادی از خط های رشته لیمان به طور قطعی معلوم شده بودند. این مدل که با پیش بینی بالمر توافق خوبی داشت منجر به پژوهش هایی برای یافتن این رشته ها شد، به طوری که سرانجام خط های رشته براکت و پفوند و همچنین خط های باقی مانده ی رشته لیمان به تدریج کشف شدند.

## فرمول ریدبرگ برای اتم‌های هیدروژن مانند
فرمول ریدبرگ برای اتم‌هایی که فقط یک الکترون داشته باشند (هلیوم یونیده، لیتیم دو بار یونیده و...) به صورت زیر است:
{\displaystyle {\frac {1}{\lambda _{\mathrm {vac} }}}=RZ^{2}\left({\frac {1}{n_{1}^{2}}}-{\frac {1}{n_{2}^{2}}}\right)}
که
{\displaystyle \lambda _{\mathrm {vac} }\!} طول موج نور منتشره در خلأ،
{\displaystyle R\!} ثابت ریدبرگ برای این عنصر،
{\displaystyle Z\!} عدد اتمی عنصر یا به عبارت دیگر تعداد پروتون‌های هسته،
و {\displaystyle n_{1}\!} و {\displaystyle n_{2}\!} اعداد صحیحی هستند به طوری که {\displaystyle n_{1}<n_{2}\!}.